# Вега (концерн)
Концерн радиостроения «Вега» —  российское предприятие радиоэлектронного комплекса, головное предприятие дивизиона Холдинговой компании «Росэлектроника» Госкорпорации «Ростех», специализирующееся на разработке и производстве обширной номенклатуры современных радиоэлектронных изделий и систем военного и гражданского назначения. Под управлением концерна 19 организаций. Расположен в Москве (Кутузовский проспект, дом 34).

## История

### ЦКБ-17
1 октября 1944 года постановлением ГКО СССР для разработки самолётных радиолокационных систем создано Центральное конструкторское бюро № 17 (ЦКБ-17) Наркомата авиационной промышленности. У истоков нового научного учреждения стояли заместитель председателя Совета по радиолокации академик А. И. Берг и нарком авиационной промышленности А. И. Шахурин. Начальником ЦКБ-17 назначен Я. М. Сорин. 10 июля 1946 года предприятие переименовано в НИИ-17.
В 1946 году на работу в ЦКБ № 17 был приглашён крупнейший советский учёный в области антенно-фидерных устройств доктор технических наук, профессор А. А. Пистолькорс (с 1948 г. член-корреспондент АН СССР). Вместе со своим учеником и аспирантом Л. Д. Бахрахом (член-корреспондент АН СССР с 1966 г.) он основал и длительное время возглавлял признанную Академией наук СССР научную школу «Прикладная электродинамика, теория и техника антенно-фидерных и оптоэлектронных устройств» (широко известна как научная школа Пистолькорса-Бахраха). Научная деятельность школы продолжается учениками и последователями основателей. Всего в разные годы в Концерне «Вега» работали 6 академиков и членов-корреспондентов АН СССР и РАН (А. А. Пистолькорс, В. В. Тихомиров, А.Л. Микаэлян, Л. Д. Бахрах, А. П. Реутов, В. Ф. Штейншлегер, что является выдающимся достижением для неакадемических научно-исследовательских организаций.
В 1948 году прошёл государственные испытания радиолокационный комплекс «Рубидий» для самолёта Ту-4, созданный под руководством главного конструктора Я. Б. Шапировского. Затем под руководством В. В. Тихомирова разработаны РЛС «Кадмий» и «Аргон» для бомбардировщика Ту-16, РЛС «Изумруд» для истребителя МиГ-17, а под руководством А. Б. Слепушкина — РЛС «Торий-А» для истребителя МиГ-15.
В 1949 году при НИИ-17 было создано летно-исследовательское подразделение, которое возглавила Герой Советского Союза В. С. Гризодубова. Позднее, к 1964 году, на базе этого подразделения и лётно-исследовательской станции КБ-1 Министерства вооружения создается лётно-испытательная и доводочная база № 1 (Кратовская ЛИиДБ), вошедшая в состав Научно-исследовательского лётно-испытательного центра (НИЛИЦ) НПО «Взлет» (ныне «ОАО ЛИИП им. В. С. Гризодубовой»).
В 1950 году под руководством В. Е. Колчинского началась разработка доплеровских измерителей скорости и сноса (ДИСС). Благодаря такому устройству, установленному на Ту-114, стал возможен трансокеанский перелёт советской делегации во главе с Н. С. Хрущёвым в 1959 году. ДИСС стали штатным оборудованием военных и пассажирских самолётов.
С начала 1960-х годов предприятие создаёт радиоэлектронные системы для работы в космическом пространстве. Для космической программы «Луна» был разработан доплеровский посадочный радиолокатор «Планета» (главный конструктор В. Е. Колчинский). Одновременно под руководством А. Л. Микаэляна исследовались новые источники оптического диапазона — лазеры. Результатом стало создание аппаратуры лазерной воздушной разведки «Шпиль-1» (главный конструктор А. Б. Слепушкин) для самолёта МиГ-21Р и «Шпиль-2» (главный конструктор А. К. Столяров) для самолёта Су-24МР.
В те же годы разработан первый советский авиационный комплекс дальнего радиолокационного обнаружения (ДРЛО) «Лиана» (главный конструктор В. П. Иванов) для самолёта Ту-126, принятый на вооружение авиации ПВО и эксплуатировавшийся в течение четверти века. Результатом дальнейшего совершенствования систем ДРЛО стал комплекс «Шмель», устанавливаемый на А-50.

### МНИИП
В 1967 году предприятие переименовано в «Московский научно-исследовательский институт приборостроения» (МНИИП).
В 1973 году отдел лазерной техники МНИИП преобразован в самостоятельный Научно-исследовательский институт радиооптики (НИИРО).
В 1976 году разработан наземный вариант радиолокационного комплекса «Перископ-В» (главный конструктор А. Т. Метельский), позволяющего обнаруживать и сопровождать низколетящие цели. Мощность сигналов, отражённых от таких целей, на 60 и более децибел меньше мощности помех, создаваемых отражением от земли. Опытный образец «Перископа-В» был установлен на горе в районе Махачкалы. За эту работу группа сотрудников удостоена Государственной премии.

### НПО «Вега-М»
С 1980 года МНИИП являлся головным предприятием НПО «Вега-М» — объединения заводов и НИИ, расположенных в разных республиках СССР.
В 1991 году запущен космический аппарат «Алмаз-1А», на котором был установлен разработанный институтом радиолокатор с синтезированной апертурой «Меч-КУ» (главный конструктор И. Г. Осипов).

### Концерн «Вега»
В 2003 году предприятие преобразовано в Открытое акционерное общество «Концерн радиостроения „Вега“». Генеральным директором-генеральным конструктором ОАО "Концерн «Вега» назначен Верба Владимир Степанович.
С апреля 2004 года Концерн «Вега» в соответствии с Указом Президента РФ исполняет функции головного предприятия интегрированного холдинга, включающего в свой состав в разные периоды от 10 до 20 научно-исследовательских, конструкторских и производственных организаций радиоэлектронной промышленности РФ.
2007—2017 гг. ознаменовались успешным завершением целого ряда проектов и началом реализации новых долгосрочных программ. Концерном проведена модернизация РТК «Шмель», в результате выполнения которой тактико-технические характеристики комплекса существенно возросли. По результатам государственных совместных испытаний самолёта А-50У с РТК «Шмель-М» заказчиком выдано заключение о серийном производстве модернизированного самолёта.
В 2007 году ОАО "Концерн «Вега» начата ОКР «Мультипликация» с целью создания привязного аэростатного комплекса ретрансляции информации, сигналов связи и управления, выполнен эскизно-технический проект на ОКР «Форпост» по разработке когерентного обзорного радиолокатора Х-диапазона наземного комплекса наблюдения.
В это десятилетие 29 самолётов Су-24МР после проведённой Концерном модернизации поступили в эксплуатацию в Вооружённые силы, проведена модернизация трёх самолётов радиолокационного дозора и наведения А-50У.
В 2009—2011 гг. в Республику Индия поставлены комплекты наземной части системы связи и три самолёта ДРЛО, в составе которых — разработанные ОАО "Концерн «Вега» системы управления перехватом и связи. В декабре 2011 г. за создание системы управления перехватом и связи для самолёта ДРЛО ВВС Республики Индия авторский коллектив специалистов ОАО "Концерн «Вега» и ФГУП «Рособоронэкспорт» был удостоен престижной Национальной премии «Золотая идея».
26 апреля 2012 года распоряжением Правительства РФ от № 659-р ОАО "Концерн «Вега» присвоен статус федерального научно-производственного центра.
27 июня 2013 года в 20 час 53 минуты по московскому времени с космодрома «Байконур» ракетой-носителем «Стрела» на околоземную орбиту был выведен космический аппарат системы «Кондор-Э» с РСА «Стриж». В результате этого запуска на орбите начал функционировать первый (начиная с 1992 года) российский РСА, не уступающий по своим характеристикам современным зарубежным аналогам.
Указом Президента Российской Федерации № 20 от 14 января 2014 года Открытое акционерное общество «Концерн радиостроения „Вега“» включено в состав Государственной корпорации «Ростехнологии».
В 2010—2015 гг. в рамках НИОКР «Цезарь» выполнена работа по созданию аппаратно-программных комплексов оперативных штабов по управлению выделенными силами и средствами для проведения контртеррористической операции в субъектах Российской Федерации. В 2014 г. эта работа была удостоена Государственной премии РФ имени Маршала Советского Союза Г. К. Жукова.
4 июля 2014 года Военно-воздушным силам РФ передан самолёт Ту-214ОН (регистрационный номер RA-64525) Авиационной системы наблюдения «Открытое небо» (АСН ОН). Система разработана ОАО "Концерн «Вега» в кооперации с рядом предприятий ОАК в целях эффективной реализации возможностей России по ведению наблюдательных полётов в рамках международного Договора по открытому небу (ДОН), подписанному 34 странами Европы и Северной Америки.
14 ноября 2014 года на основании решения Госкорпорации Ростех головное предприятие Концерна переименовано в АО "Концерн «Вега».
В октябре 2016 г. в рамках лётных испытаний совершила первый полёт летающая лаборатория А-100ЛЛ, созданная кооперацией предприятий во главе с АО "Концерн «Вега» и «ТАНТК им. Г. М. Бериева» для проверки и отработки технических решений, применяемых при создании перспективного многофункционального авиационного комплекса радиолокационного дозора и наведения (МАК РЛДН) А-100. Комплекс создаётся по гособоронзаказу в рамках опытно-конструкторской работы «Премьер-476» на смену самолётам А-50 и А-50У. В начале 2019 года стартовала программа предварительных лётных испытаний А-100.
В 2016 году работавший генеральным директором — генеральным конструктором АО "Концерн «Вега» В. С. Верба избран членом-корреспондентом РАН, в связи с чем 10 июля 2017 года он переведён на должность генерального конструктора — первого заместителя генерального директора АО "Концерн «Вега».
10 июля 2017 г. по решению Совета директоров АО "Концерн «Вега» функции генерального директора Концерна возложены на Михеева Вячеслава Алексеевича.
В марте 2019 г. Воздушно-космическим силам России передан шестой модернизированный самолёт дальнего радиолокационного обнаружения и управления А-50У с бортовым номером 42.

## Предприятия концерна
Основная специализация Концерна – радиолокационные средства авиационного (А-50, А-50У, А-100), наземного («Перископ-В») и космического («Алмаз-Т») базирования, а также системы разведки и управления, в том числе на основе БЛА. Концерн имеет собственную базу подготовки высококвалифицированных кадров по радиолокации, прикладной электродинамике и авиационным системам радиоуправления. В структуре Научно-образовательного центра при головном предприятии АО «Концерн «Вега» успешно действуют  базовые кафедры  ведущих технических университетов столицы: МФТИ, МГТУ им. Н. Э. Баумана, МИРЭА.
В составе концерна:
- АО «НИИ «Кулон», г. Москва – одно из ведущих российских предприятий в области разработки и производства РЛС бокового обзора и информационно-командных широкополосных радиоканалов для беспилотных и пилотируемых летательных аппаратов.
- АО «Инженерно-маркетинговый центр Концерна «Вега», г. Москва – инженерно-маркетинговый центр АО «Концерн «Вега», специализирующийся на разработке и производстве продукции гражданского профиля в таких сферах как автоматическая идентификация, автоматизация производства, медицинская аппаратура.
- АО «Московский научно-исследовательский институт связи», г. Москва – научно-исследовательское предприятие, специализирующееся на разработке и внедрении телекоммуникационных технологий при создании управляющих систем и комплексов связи.
- АО «Долгопрудненское конструкторское бюро автоматики», г. Долгопрудный – единственное государственное предприятие в России, занимающееся разработкой и созданием дирижаблей и аэростатов, сохраняет также лидирующие позиции в проведении НИОКР и создании перспективных комплексов воздухоплавания, систем и средств сигнализации, разработке и изготовлении мягких конструкций специального назначения.
- АО «НИИТАП», г. Зеленоград – научно-производственное предприятие, ведущее разработку многокристальных модулей для радиоэлектронной аппаратуры.
- АО «Научно-исследовательский центр электронной вычислительной техники», г. Москва – одно из старейших предприятий - разработчиков средств вычислительной техники и системного программного обеспечения, специализирующееся в настоящее время на создании и внедрении суперкомпьютерных технологий.
- АО «СКБ «Топаз», г. Москва – научно-производственное предприятие, ведущее разработку и модернизацию наземных комплексов приёма, сбора и обработки данных воздушного мониторинга для пилотируемых и беспилотных летательных аппаратов.
- АО «НИИ «Вектор», г. Санкт-Петербург – предприятие, ведущее разработку и производство радиотехники и радиоэлектроники для приёма радиосигналов на узлах связи, комплексирования средств для узлов связи, мониторинга электромагнитных излучений, акустического мониторинга, медицинской диагностики, микроминиатюризации компонентов электронных приборов, тестирования радиоэлектронных средств во всём частотном диапазоне.
- АО «Завод «Энергия», г. Санкт-Петербург – предприятие, ведущее разработку и производство технических средств радиомониторинга, радиотехнического контроля, морских средств мониторинга надводной обстановки, измерительных метеорологических средств.
- АО «ОЗ «Интеграл», г. Санкт-Петербург – одно из ведущих предприятий в области производства, модернизации и ремонта радиоэлектронных средств специального назначения в интересах Минобороны России и других силовых ведомств.
- АО «КБ "Луч"» г. Рыбинск – конструкторское бюро, специализирующееся на разработке комплексов воздушной разведки с применением беспилотных аппаратов и информационно-командных радиолиний.
- АО «Рыбинский завод приборостроения», г. Рыбинск – производственное предприятие, специализирующееся на выпуске сложных диагностических систем и радиоэлектронной авиационной аппаратуры военного и гражданского назначения.
- АО «НИИ СВТ», г. Киров – научно-производственное предприятие, специализирующееся на создании средств автоматизированной обработки информации.
- АО «Челябинский радиозавод «Полёт», г. Челябинск – одно из ведущих предприятий России в сфере разработки и производства наземного радиолокационного и радионавигационного оборудования для управления воздушным движением в гражданской авиации, воздушно-космических силах.
- АО «НПП «Рубин», г. Пенза – одно из ведущих научно-производственных предприятий России, специализирующееся на создании автоматизированных систем и комплексов управления в интересах Минобороны России, МВД России и других силовых ведомств.
- АО «КНИИТМУ», г. Калуга – научно-производственное предприятие, специализирующееся на разработке и производстве систем и комплексов помехоустойчивой связи, многофункционального терминального оборудования связи, комплексных аппаратных узлов связи, систем мониторинга потенциально опасных объектов и систем оповещения.
- ПАО «КЭМЗ», г. Ковылкино – многопрофильное производственное предприятие, специализирующееся на выпуске электрических и гидравлических систем, приборов и техники.

## Санкции
19 мая 2023 года, из-за вторжения России на Украину, концерн включён в санкционный список Канады как поставляющий технологии для российских вооруженных сил. 1 июля 2023 года компания попала в санкционный список Украины, так как «продукция компании используется при производстве вооружения и военной техники, применяемых подразделениями Вооруженных сил Российской Федерации в боевых действиях против Украины». 12 июня 2024 года концерн попал в блокирующий санкционный список США против сектора оборонной промышленности как предприятие, которое занимается разработкой, производством и ремонтом радиоэлектронных систем и комплектующих специального назначения.